# Крекінг-установка Стенунгсунд
Крекінг-установка Стенунгсунд (Stenungsund) – виробництво нафтохімічної промисловості у Швеції, розташоване на південно-західному узбережжі країни за чотири десятки кілометрів на північ від Гетеборгу. 
Починаючи з 1960-х років у Стенунгсунд діє установка парового крекінгу (піролізу) вуглеводневої сировини, потужність якої станом на середину 2010-х складала 625 тисяч тонн етилену на рік. При цьому виробництво використовувало змішану сировину – 40% газового бензину (naphta), 20% пропану та 40% етану. Поставки останнього почались з 2000 року із норвезького ГПЗ Karstoe, загальна потужність якого доволі невелика та складає лише 620 тисяч тон на рік, при тому що звідси одночасно постачається і норвезька крекінг-установка Рафнес.
Можливість збільшити споживання етану виникла по ходу «сланцевої революції» в США, котра створила великий експортний потенціал. Компанія Borealis, якій належить установка в Стенунгсунд, вирішила інвестувати в неї 120 млн доларів США, необхідних для спорудження етанового резервуару та модернізації самого виробництва. Це дозволить імпортувати з США 240 тисяч тонн етану на рік, для чого в компанії Navigator Gas на довгостроковій основі спеціально законтрактували газовий танкер Navigator Aurora, котрий курсуватиме через Атлантику між Швецією та терміналом Маркус-Хук. Первісно планувалось розпочати перевезення в середині 2016-го, проте неготовність трубопровідної інфраструктури на стороні постачальника – трубопроводу для ЗВГ Mariner East II – змусила відтермінувати процес майже на рік. В підсумку Navigator Aurora доставила перший вантаж етану до шведського узбережжя в липні 2017-го.
Можливо також відзначити, що установка парового крекінгу вуглеводневої сировини в Стенунгсунд станом на 2018 рік є єдиним подібним виробництвом у Швеції. 